# Jan Vormann
Pour les articles homonymes, voir Vormann.
Jan Vormann (né à Bamberg en 1983) est un sculpteur et artiste urbain franco-allemand, connu pour les « réparations » de murs urbains qu'il réalise en Lego.

## Biographie

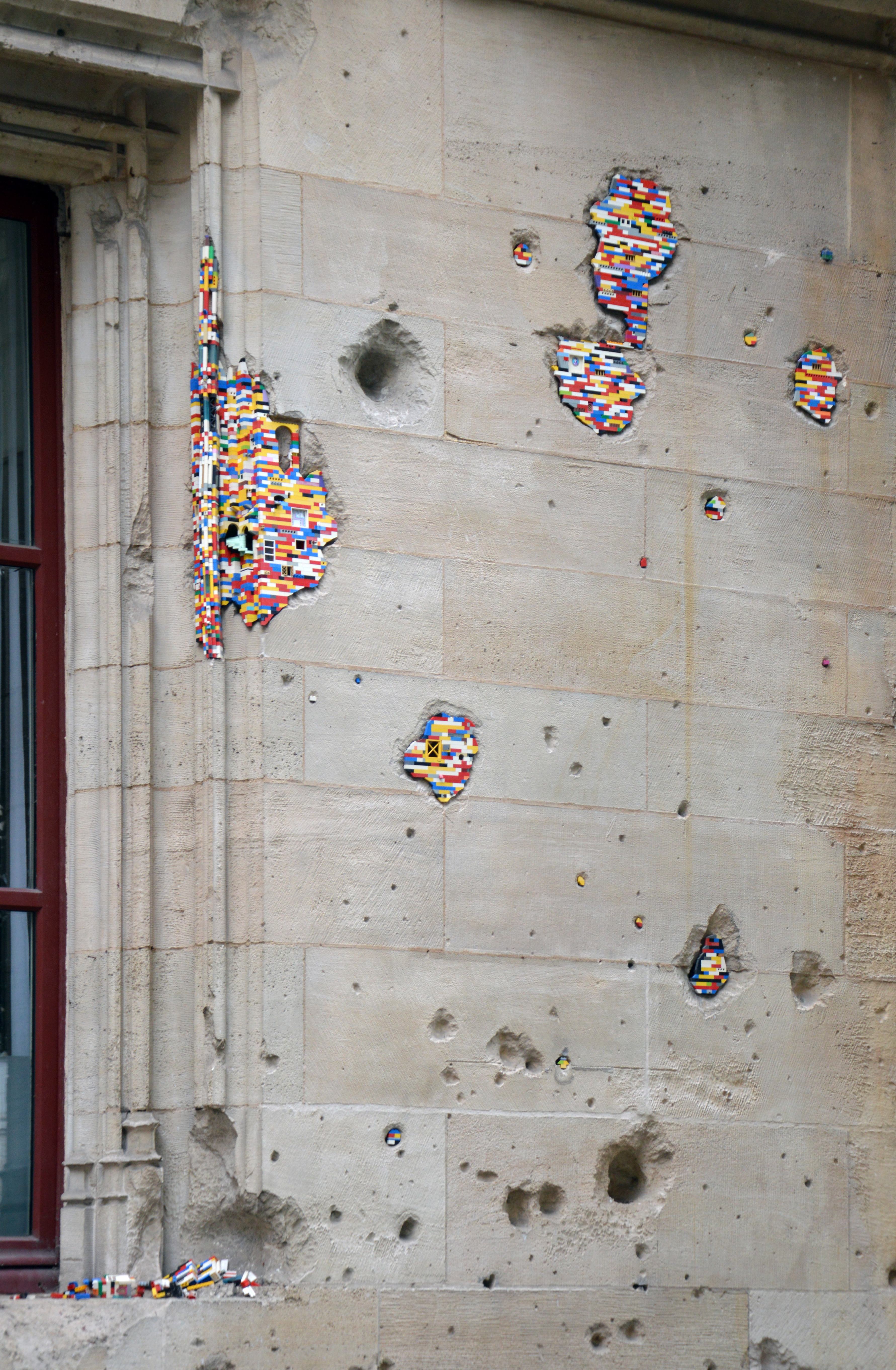
Œuvre éphémère en Lego dans la façade du palais de justice de Rouen.

Il est né à Bamberg, en Allemagne, d'une mère franco-tunisienne et d'un père allemand. Vormann a grandi à Bamberg, où il a étudié l'histoire de l'art et la conservation à l'université de Bamberg pendant un an, avant de réorienter ses études vers les arts plastiques. Il a obtenu son diplôme en sculpture à la Kunsthochschule Weißensee de Berlin, où il a étudié avec Karin Sander, Bernd Wilde et Inge Mahn. En 2009/2010, il a étudié pendant un an à l'Académie nationale Stieglitz d'art et de design de Saint-Pétersbourg en Russie,.
Le travail de Jan Vormann se caractérise par un langage visuel simple. À travers une multitude de médias, des sculptures cinétiques, des vidéos et des installations aussi bien dans des espaces artistiques fermés que dans des espaces publics, Vormann a acquis une certaine notoriété en commentant de manière pointue des événements quotidiens et en leur donnant une tournure sociale, politique ou ironique. Son style visuel est reconnaissable dans le contexte de jeunes artistes européens et américains comme Octavi Serra, Amparito et Brad Downey.
Vormann s'est fait connaître par son installation publique appelée Dispatchwork, dans laquelle il utilise des briques en plastique comme des Lego pour réparer des structures endommagées dans le monde entier. Bien qu'il refuse d'accepter le soutien matériel des fabricants de briques en plastique en raison de sa position anticapitaliste et malgré le caractère éphémère des briques insérées en vrac (et sans colle) dans de vieux bâtiments, l'œuvre est visible dans de nombreuses villes du monde entier. De Times Square à New York à la Grande Muraille de Chine, Vormann a créé, avec l'aide d'une large communauté de fans, un réseau mondial de réparation des structures cassées. Sur son site web interactif, le projet Dispatchwork a rassemblé plus de 200 interventions Dispatch Art dans le monde entier, auxquelles des personnes de tous âges participent et lancent même des projets dans leurs propres villes,,.
Vormann travaille également avec des installations cinétiques, la machine à prolonger la vie des bulles de savon étant l'une de ses œuvres les plus connues. Une bulle de savon est maintenue en vie par un système de pompes et de moteurs, ce qui lui confère une durée de vie prolongée pouvant aller jusqu'à quelques jours.
Jan Vormann tient des ateliers avec des étudiants dans des institutions telles que l'Institut d'architecture Arcam à Amsterdam et la collection Peggy-Guggenheim à Venise. Auparavant professeur de physique créative au département de design d'interaction de la Technische Kunsthochschule de Berlin, il enseigne aujourd'hui au département des nouveaux médias de l'Université australe du Chili (UACh) à Valdivia, au Chili.
Vormann s'est également fait connaître en organisant l'une des premières expositions d'artistes de rue dans l'espace numérique du jeu informatique Minecraft. Organisé en collaboration avec Brad Downey et le YouTuber italien Surry (Salvatore Cinquegrana), il a invité des artistes tels que Vhils, Addfuel, Jazoo Yang, Michael Johansson, Esther Stocker, John Fekner et Octavi Serra à utiliser cet espace numérique comme toile pour leurs installations et l'a ouvert au public en 2021 sous la forme d'un « serveur anarchique » de Minecraft intitulé Between Particles and Waves. En 2022, le projet Between particles and Waves a été relancé en collaboration avec le Total Museum of Contemporary Art de Séoul, en intégrant trois autres artistes dans la même graine de monde. Les nouveaux artistes étaient Sihoon Kim, Sanghee et le collectif d'architectes et d'urbanistes IVAAIU-City.
Jan Vormann a exposé ses œuvres dans des musées tels que l'Altes Museum de Berlin, a participé à des conférences au Musée russe d'art contemporain de Moscou et a assisté à des biennales et des festivals prestigieux tels que la Biennale d'art de Venise (2012), la Biennale d'architecture de Venise dans le pavillon français (2018), ainsi qu'à divers festivals d'art dans l'espace public tels que La Nuit Blanche à Paris.
En 2020, Jan Vormann crée une œuvre éphémère en Lego en réparant les traces d'obus dans la façade du palais de justice de Rouen, invitant les passants à poser un autre regard sur le monument et à participer à l'œuvre en apportant des pièces Lego et en bouchant eux-mêmes des traces d'obus avec des briques Lego.
En 2023, Jan Vormann crée une œuvre pérenne dans la commune d'Uhart-Mixe au Pays Basque à l'occasion d'une résidence artistique du festival Points de Vue. L'œuvre s'intitule « LASAI - Fake abandoned Highway ». Lasai en basque signifie "tranquille", "prendre son temps". Cette autoroute abandonnée est inspirée par le mode de vie paisible du Pays Basque, elle incarne l'idée de ralentir et d'apprécier le voyage. L'œuvre représente un tronçon d’autoroute abandonné, où la nature reprend ses droits, symbolisant l'éphémère des constructions humaines. Ce travail, lié au pèlerinage de Saint-Jacques-de-Compostelle, souligne l’importance de marcher et de se reconnecter à la nature dans un monde axé sur la rapidité. Il critique la productivité à tout prix, en proposant une réflexion sur la beauté du chemin plutôt que sur l’objectif final.

## Sources
- (en) Francesco Vedovato, « Reversible Urban Practices: A Brief Interview With Jan Vormann », sur Pop UP City, 8 novembre 2010 (consulté le 18 février 2018).
- « Wørk in Progress : Jan Vormann », Creative TV, sur Arte, 22 février 2011 (consulté le 26 octobre 2017).
- Jacques Besnard, « Une brique dans le ventre: un artiste allemand comble les fissures du monde entier avec des Lego (Entretien) », sur La Libre.be, 24 octobre 2017 (consulté le 26 octobre 2017).
- Lorenzo Vallee, « Jan Vormann utilise tous les moyens Lego », sur OSIBO News, 16 octobre 2012 (consulté le 16 février 2018).
- « Un artiste allemand répare des murs du monde entier avec des Lego colorés » [vidéo], sur Le Monde, 23 octobre 2017 (consulté le 16 février 2018).